# Alexandr (Mogiljov)
Alexandr (vlastním jménem: Alexandr Gennadievič Mogiljov; * 18. května 1957, Kirov) je kněz ruské pravoslavné církve, arcibiskup a metropolita Astany a Kazachstánu.

## Život
Narodil se 18. května 1957 ve městě Kirov. Byl pokřtěn jménem Alexandr na počest svatého Alexandra Něvského.
Roku 1977 začal studovat Leningradský duchovní seminář, který dokončil o dva roky později. Po studiu byl sekretářem kirovského biskupa Chrisanfa (Čepila). Mezitím studoval na Moskevské duchovní akademii, na níž ukončil studium roku 1990 s titulem kandidáta bohosloví. Jeho disertační práce měla název; Svjačenomučenik Nikodim, arcibiskup kostromský a haličský (1868-1938).
Dne 1. srpna 1983 byl biskupem Chrisanfem vysvěcen na diakona a o den později na jereje. Stejného roku v prosince se stal klíčníkem Serafimského sobora v Kirově. Od dva roky později byl povýšen na protojereje a v listopadu roku 1987 se stal představeným Serafimského sobora. V letech 1986-1989 byl také sekretářem Kirovského eparchiálního úřadu.
Dne 13. září 1989 byl Svatým synodem zvolen biskupem kostromským a galičským a 21. září byl postřižen na monacha a přijal mnišské jméno Alexandr na počest svatého Alexandra Svirského. O tři dny později byl povýšen na archimandritu. Biskupské svěcení přijal 27. září z rukou metropolity rostovského a novočerkasského Vladimira (Sabodana). Od roku 1990 byl členem Kostromského oblastního sdružení a 11. listopadu 1994 začal pracovat ve sdružení pravoslavné mládeže.
Dne 25. února 1994 byl povýšen na arcibiskupa.
Dne 5. března 2010 byl propuštěn ze správy kostromské eparchie a stal se eparchiálním biskupem v Astaně. Dne 28. července 2010 byl patriarchou Kirillem povýšen na metropolitu.
V současné době dále působí v práci s mládeží a lidských právech. Je autorem několika knih a publikací o světcích a teologii.

## Vyznamenání
Církevní

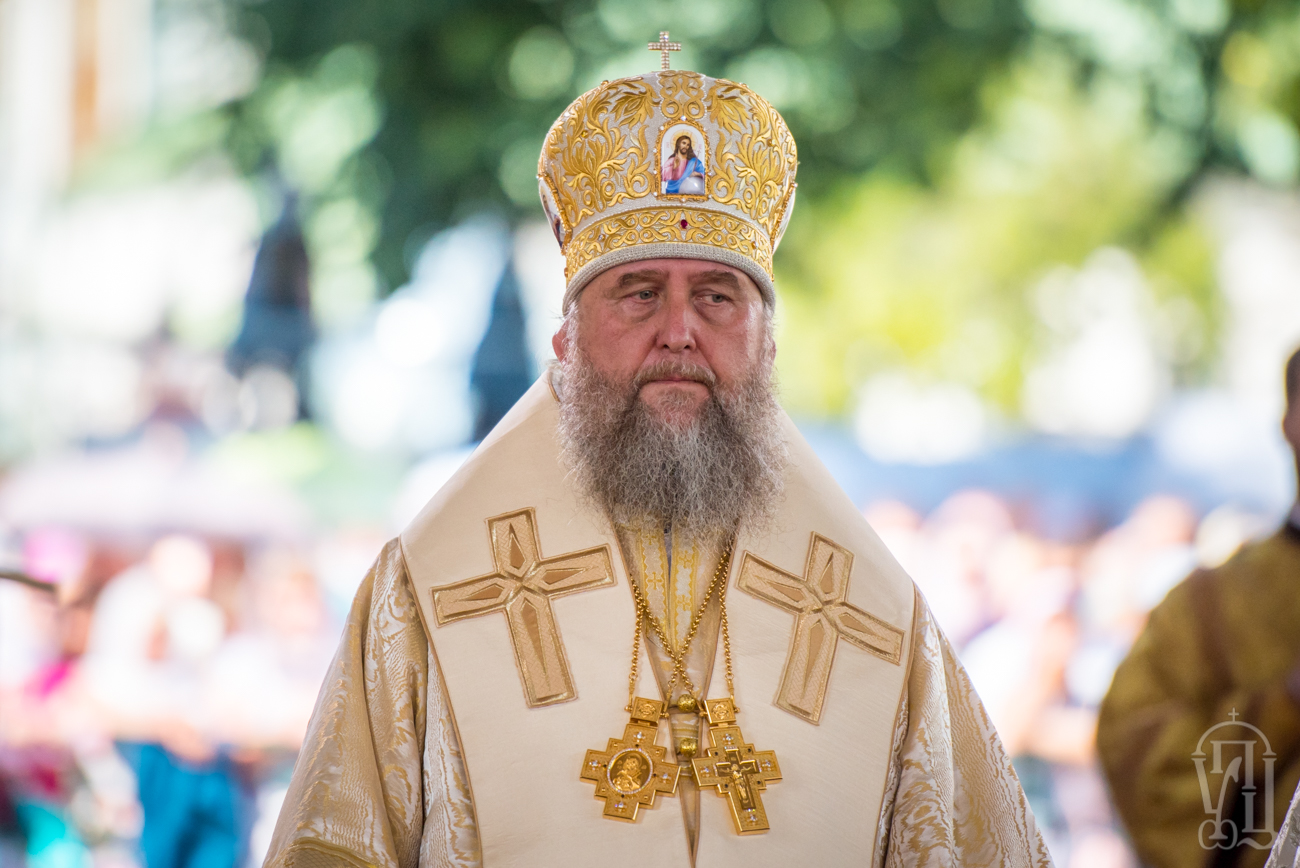
Metropolita Aleksandr při liturgii

- 2011 – Řád "Algys" (Kazachstánský metropolitní okruh)
- 2012 – Řád sv. knížete Vladimíra II. stupně
- 2012 – Zlatá hvězda (řád) svatých Cyrila a Metoděje (Pravoslavná církev v českých zemích a na Slovensku)
- 2012 – Řád svaté Marie Magdaleny (Polská pravoslavná církev)
- 2012 – Řád sv. Ondřeje Prvozvaného (Ukrajinská pravoslavná církev (Moskevský patriarchát))
- 2014 – Řád Kříže ct. Eufrosiny Polocké (Běloruská pravoslavná církev)
- 2015 – Řád sv. Luky (Vojno-Jaseneckého) I. třídy (Středoasijský metropolitní okruh)
- 2017 – Medaile sv. vmč. Anastázie II. třídy (Synodální oddíl RPC)
- 2017 – Řád za zásluhy pro pravoslavnou církev Kazachstánu (Kazachstánský metropolitní okruh)
- 2017 – Řád sv. Innokentije Moskevského I. třídy
- 2019 – Medaile Kazaňské ikony Matky Boží I. třídy (Tatarstánská metropolie)
- 2019 – Řád sv. knížete Vladimíra I. stupně
- Řád sv. knížete Daniela Moskevského II. třídy
- Řád sv. Innokentije Moskevského III. třídy
- Řád ct. Sergije Radoněžského II. třídy
- Řád ct. Nestora Letopisce I. třídy (UPC)
- Řád ct. Serafima Sarovského II. třídy
- Synodální Znamenský řád I. třídy (Ruská pravoslavná církev v zahraničí)

Světské
- 1994 – Řád přátelství (Rusko)
- 1999 – Čestný řád
- 2004 – Řád správy Kostromské oblasti
- 2007 – Řád za zásluhy pro vlast IV. třídy
- 2009 – Čestný občan regionu Kostroma
- 2011 – Medaile "20 let nezávislosti Kazašské republiky"
- 2012 – Osvědčení o zásluhách prezidenta Ruské federace
- 2012 – Řád za zásluhy (Kazachstán)
- 2014 – Čestný občan Kostromy
- 2015 – Medaile "20. výročí Shromáždění lidu Kazachstánu"
- 2017 – Řád za zásluhy pro vlast III. třídy
- 2017 – Řád "Parasat"
- 2019 – Odznak "Pro interakci" Ministerstva zahraničních věcí Ruské federace